# بات فيديليا
بات فيديليا (بالإنجليزية: Pat Fidelia) هو مدرب كرة قدم ولاعب كرة قدم أمريكي في مركز الهجوم، ولد في 16 أبريل 1959 في بورت أو برانس في هايتي. شارك مع منتخب الولايات المتحدة لكرة القدم. أما مع النوادي، فقد لعب مع مونتريال مانيك ‏.